# Louis-Félix Legendre
Pour les articles homonymes, voir Legendre.
Louis-Félix Legendre, né en 1794 à Paris et mort le 17 mars 1862 dans le 2e arrondissement de Paris, est un artiste-peintre français, élève de Jacques-Louis David.

## Biographie
Il exposa aux Salons parisiens de 1819 à 1846.

## Salons
- 1819, 
  - no 729 Saint Félix, berger ; Ayant dessiné un christ sur le tronc d'un chêne, il venait toutes les nuits se recueillir au pied de ce chêne. Dieu le remarqua et lui apparut, les traits de crayon devinrent lumineux[2].
  - no 730 Un ermite dans un paysage.
- 1824 
  - Vue d'un couvent de trappistes sur les bords de la Mayenne, effet de clair de lune.
- 1833 
  - Catherine de Médicis dans son oratoire méditant sur la Saint-Barthélémy.
- 1834 
  - Coutume espagnole,
  - Deux bergers et une vieille femme de la Catalogne dans la vallée de Consort.
- 1835
  - Salvator Rosa.
- 1839
  - Paysage, soleil couchant.
- 1841
  - Aminaux au  pâturage, effet de soleil levant.
- 1846
  - Berger gardant des bestiaux.
  - Bergère gardant des moutons.